# Stanisław Chrobak (Skisportler)
Stanisław Chrobak (* 25. Mai 1902 in Zakopane; † unbekannt) war ein polnischer Skisportler.
Stanisław Chrobak war bei den Olympischen Winterspielen 1924 als Soldat Teilnehmer der polnischen Mannschaft beim Militärpatrouillenlauf, die ebenso wie das italienische Team auf Grund der Schneeverhältnisse das Rennen vorzeitig beenden musste.